# Пограбування В'єсте (1554)
Пограбування В'єсте — позграбування італійського містечка В'єсте на півночі Апулії, що відбулося 15 липня 1554 року під керівництвом османського адмірала Тургут-реїса, відомого в Європі як Драгут. Під час нападу османи захопили міську фортецю, вбили та поневоли тисячі людей.

## Історія
15 липня 1554 року Тургут-реїс напав на В'єсте на чолі флотилії з 60 або 70 галер. Після його прибуття жителі В'єсте забарикадувались у соборі та замку міста. Мешканці домовилися з османами про капітуляцію та передали їм золото та срібло, сподіваючись, що цього буде достатньо, щоб врятувати В'єсте.
Вони відчинили двері 24 липня, і турки увійшли й почали грабувати місто. Протоієрей В'єсте та його родина були взяті в полон і пізніше викуплені.
Від 5000 до 7000 жителів було поневолено, і Тургут наказав обезголовити всіх, кого він не зміг забрати в рабство, в результаті чого 5000 осіб було страчено. Одне джерело стверджує, що все населення В'єсте було обезголовлено, і ця подія була описана як різанина. Того ж року відбувся ще один набіг на Неаполь, де османи захопили 7000 рабів.